# Ōkura Kihachirō

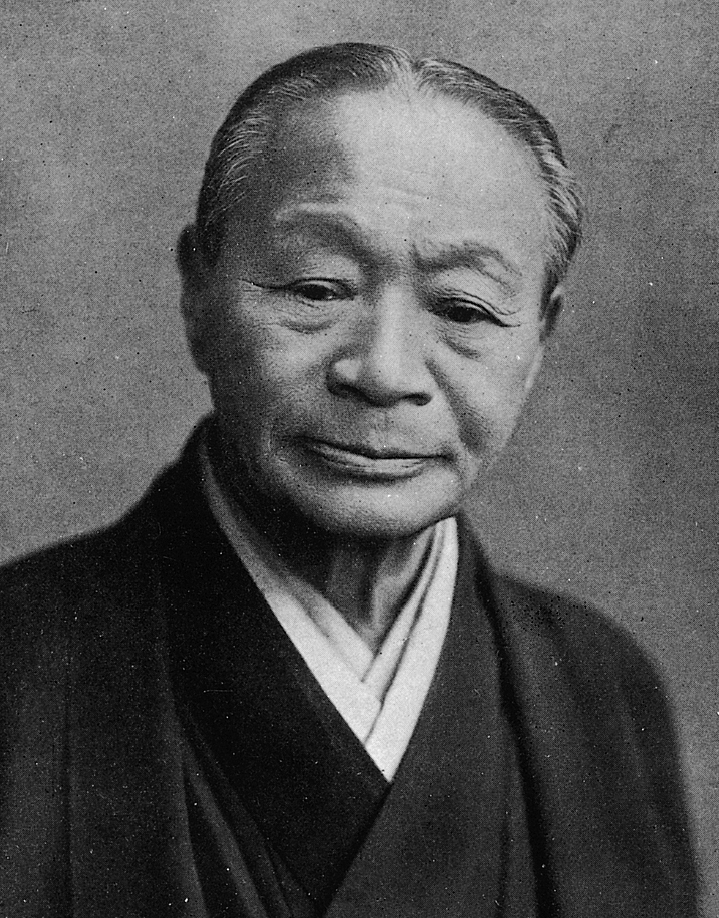
Ōkura Kihachirō

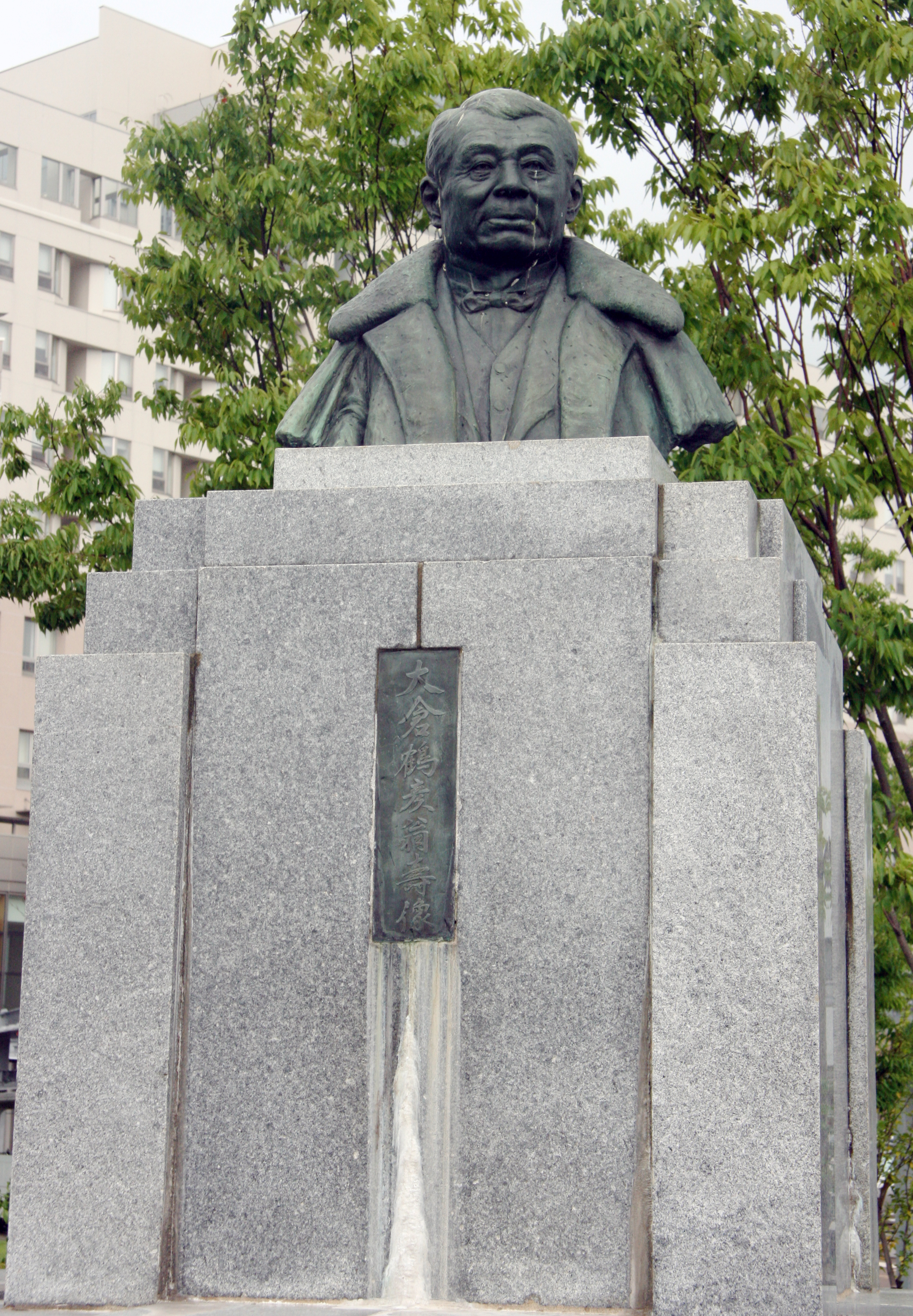
Büste in Shibata

Ōkura Kihachirō (japanisch 大倉 喜八郎; geb. 23. Oktober 1837 in der Präfektur Niigata; gest. 22. April 1928) war ein japanischer Unternehmer  während  der Meiji– und Taishō-Zeit.

## Leben und Werk
Ōkura Kihachirō war der Sohn eines kleineren Händlers in der Präfektur Niigata. Er ging in den 1850er Jahren nach Edo und begann dort mit Waffenhandel. So versorgte er die Gegner des Shogunats im Bürgerkrieg 1868 mit Waffen. 1873 gründete er das Unternehmen „Ōkura-gumi Shōkai“ (大倉組商会) und begann ganz allgemein zu handeln. Trotzdem blieb die Versorgung der neuen Regierung mit Waffen und anderen militärischen Gütern sein Hauptgeschäft. Er verdiente sehr gut bei der Niederschlagung der Satsuma-Rebellion und später im Japanisch-Chinesischen Krieg und im Russisch-Japanischen Krieg. Er blieb sein ganzes Leben ein sog. „politischer Händler“ (政商, Seishō).
Ōkura investierte die Gewinne in den Außenhandel und in groß angelegte industrielle Unternehmungen – oft in Bereiche, in die Andere nicht investieren konnten oder mangels Risikobereitschaft nicht wollten. Er investierte zum Beispiel in die „Tōkyō Electric Lighting“ (heute Tōkyō Electric Power) und den Bau des von Frank Lloyd Wright entworfenen Imperial Hotel in Tokio. Seine unternehmerischen Tätigkeiten erstreckten sich auf Handel, Versicherungen, Bergbau und Bau, auch in der Mandschurei und in China. 1911 gehörten zu seinem von der Ōkura-Gumi geleiteten Konglomerat u. a Ōkura Shōji (heute Ōkura Co.), Ōkura Doboku (大倉土木: Hoch- und Tiefbau, heute Taisei Corporation), Ōkura Kōgyō (大倉工業). Die Breite seiner Geschäftsinteressen machte ihn zu einer Art Zaibatsu, jedoch ohne eigene Bank.
Ōkura war einer der Ersten, die sich um Ausbildung junger Leute im Wirtschaftsbereich kümmerten, indem er die „Ōkura Commercial School“ gründete, die heutige Wirtschaftsuniversität Tokio (東京経済大学, Tōkyō keizai daigaku). Seine umfangreiche Sammlung chinesischer und japanischer Kunst wird in einem eigenen Museum, dem Ōkura Shūkokan aufbewahrt und gezeigt. Das Museum befindet sich direkt vor dem Hotel Ōkura, das zu den besten Japans gehört.
1930 leistete Ōkura einen bedeutenden finanziellen Beitrag zum Bau der Skisprungschanze in Sapporo, dem Vorläufer der späteren Olympiaschanze. Sie wurde im Oktober 1931 fertiggestellt und erhielt nach Ōkura den Namen Ōkura-Schanze (大倉シャンツェ, Ōkura-shantse), wobei der zweite Namensbestandteil ein Lehnwort aus dem Deutschen ist. Auch heute noch heißt die aktuelle Schanze Ōkurayama-Schanze (jap. 大倉山シャンツェ, Ōkurayama-shantse), was so viel wie Schanze am Ōkura-Berg bedeutet. 